# 侯虞钧
侯虞钧（1922年8月5日—2001年4月8日），男，福建福州人，中国化学工程学家。曾任浙江大学化工系教授，化学工业部上海化工研究院技术委员会副主任、副总工程师等。长期从事化学工程、化工热力学研究。

## 生平
1945年毕业于浙江大学化工系。1947年、1949年、1955年先后获美国威斯康辛大学化工硕士学位、麻省理工学院化工实践硕士学位和密歇根大学博士学位。1955年与J.J.Marin共同提出Martin-Hou方程，1991年由此成果及在化学工程，化工热力学领域的贡献，被授予国家自然科学奖，1997年当选为中国科学院院士。